# CunninLynguists
CunninLynguists je americká hip hopová skupina z Lexingtonu v Kentucky. Skupinu tvoří Deacon the Villain, Kno a Natti.
V hip-hopu nikdy nebyly anomálie jako Jižní trio cunninlynguists, který by míchaly styly z psych-rock a blues nebo z new romantic a polka, hudebně jsou srovnáváni třeba s UDK nebo Atmosphere. Měli turné a hráli na stejných stagích jako např. Kanye West nebo Aesop Rock a měli stejný úspěch. Dělali produkci třeba Lil’ Scrappy nebo také KRS-one, tvořili songy s mezinárodně známou hvězdou Cee-Lo Green nebo s politicky zaměřenými Immortal technique se kterými jsou na jednom albu. Jsou na scéně už 8 let a mají zatím 8 alb a 2 mixtape a to vše s tím že je XXL magazín popsal jako nejvíc nenáviděné jméno v hip-hop .A výsledek? Jestli chcete tak to bude asi...."Sounthern boombab" jsou moc bílý pro BET a moc černí pro MTV2, ale hlavně...si sami vytvořili kariéru, jeden z nejvíce konzistentních katalogů aktuálního hip-hop umění a jedni z nejvíce loajálních a světově uznávaných v indie-rap . S nejlepšími beaty a smyslnými texty s kvalitními rýmy jsou Cunninlynguists duší southern hip-hop.

## Historie
Jejich kritikou oceňované debutové LP "Will Rap For" Food bylo vydáno v říjnu 2001 a připojili se k MC z Floridy Mr. SOS na jejich druhou LP "Southernunderground" která byla vydána 1. dubna 2003 Freshchest Records a QN5 Music a znovuvydána 2004. S hosty jako Masta Ace, Tonedeff a RJD2. Jejich nejvíce oceňované LP "A Piece of Strange" bylo vydáno v lednu 2006 via LAU Records a bylo jejich nejúspěšnější.

## Členové
- Kno, který pochází ze státu Georgie a momentálně žije v Lexingtonu v Kentucky, produkoval většinu z alba "Will Rap For", "Southernunderground" a "A Piece of Strange" a je často hodnocen kritikou z The NY Times, Rolling Stone, a jiných časopisů za remix s Jay-z v roce 2004.
- Deacon the Villain se narodil ve Versailles v Kentucky, je také producentem jeho beaty jsou velice populární a má je také ve svých songách i KRS-One, King Tee nebo různí Kentucští místní rappeři. Je synem kazatele a jeho ucho pro melodii a v kostele trénovaný hlas mu také zajistily spolupráci s Ruff Ryders, Sean Price a mnoho dalších...
- Natti je oficiálně třetím členem skupiny a konečným dílem skládačky Cunninlynguists, poté co si poctivě odseděl 2 roky v Kentucky ve vězení v roce 2000 si skupiny od něj ve velkém čerpá texty a je velmi zajímavým třetím členem Cunninlynguists
- MR. SOS (bývalý člen)

## Alba
- A Piece of Strange
- Will Rap For Food
- Southernunderground
- Dirty Acres
- Strange Journey Volume One
- Sloppy Seconds Vol. 1
- Sloppy Seconds, Vol. 2
- Seasons
- Sloppy Seconds Volume Two [Explicit]

## Top 10 songů
- Lynguistics
- Nothing to Give
- Beautiful Girl
- Brain Cell
- Hourglass
- Since When
- Hellfire
- Where Will You Be?
- Mindstate
- K.K.K.Y.

## Podobný hip-hop
Mr. SOS, Tonedeff, PackFM, Kno, Substantial, Inverse, Cashmere The PRO, Masta Ace, Cyne, Snowgoons